# Пайк (округ, Алабама)
Шаблон:StateAbbr_ 31°47′57″ пн. ш. 85°56′19″ зх. д. / 31.799166666667° пн. ш. 85.938611111111° зх. д.
Пайк (англ. Pike County) — округ (графство) у штаті Алабама США. Ідентифікатор округу 01109.

## Історія
Округ утворений 1821 року.

## Демографія
За даними перепису
2000 року
загальне населення округу становило 29605 осіб, зокрема міського населення було 11903, а сільського — 17702.
Серед мешканців округу чоловіків було 13985, а жінок — 15620. В окрузі було 11933 господарств, 7646 родин, які мешкали в 13981 будинках.
Середній розмір родини становив 2,98.
Віковий розподіл населення поданий у таблиці:
| Стать    | До 15 років | 15-21 | 22-29 | 30-39 | 40-49 | 50-65 | 65-85 | Понад 85 |
| -------- | ----------- | ----- | ----- | ----- | ----- | ----- | ----- | -------- |
| Чоловіки | 3060        | 1958  | 1792  | 1786  | 1819  | 2110  | 1332  | 128      |
| Жінки    | 2889        | 2393  | 1773  | 1926  | 1997  | 2375  | 1926  | 341      |

## Суміжні округи
- Буллок — північний схід
- Барбур — схід
- Дейл — південний схід
- Коффі — південь
- Креншо — захід
- Монтгомері — північний захід

## Виноски
1. ↑  U.S. Decennial Census. United States Census Bureau. Архів оригіналу за 4 квітня 2018. Процитовано 22 серпня 2015.
2. ↑  Historical Census Browser. University of Virginia Library. Архів оригіналу за 11 серпня 2012. Процитовано 22 серпня 2015.
3. ↑  Forstall, Richard L., ред. (24 березня 1995). Population of Counties by Decennial Census: 1900 to 1990. United States Census Bureau. Архів оригіналу за 24 вересня 2015. Процитовано 22 серпня 2015.
4. ↑  Census 2000 PHC-T-4. Ranking Tables for Counties: 1990 and 2000 (PDF). United States Census Bureau. 2 квітня 2001. Архів оригіналу (PDF) за 18 грудня 2014. Процитовано 22 серпня 2015.
5. ↑  State & County QuickFacts. United States Census Bureau. Архів оригіналу за 6 червня 2011. Процитовано 17 травня 2014.(англ.) Наведено за англійською вікіпедією.
6. ↑  American FactFinder. Бюро перепису населення США. Архів оригіналу за 26 лютого 2012. Процитовано 31 січня 2008.